# Mademoiselle Saint-Val cadette

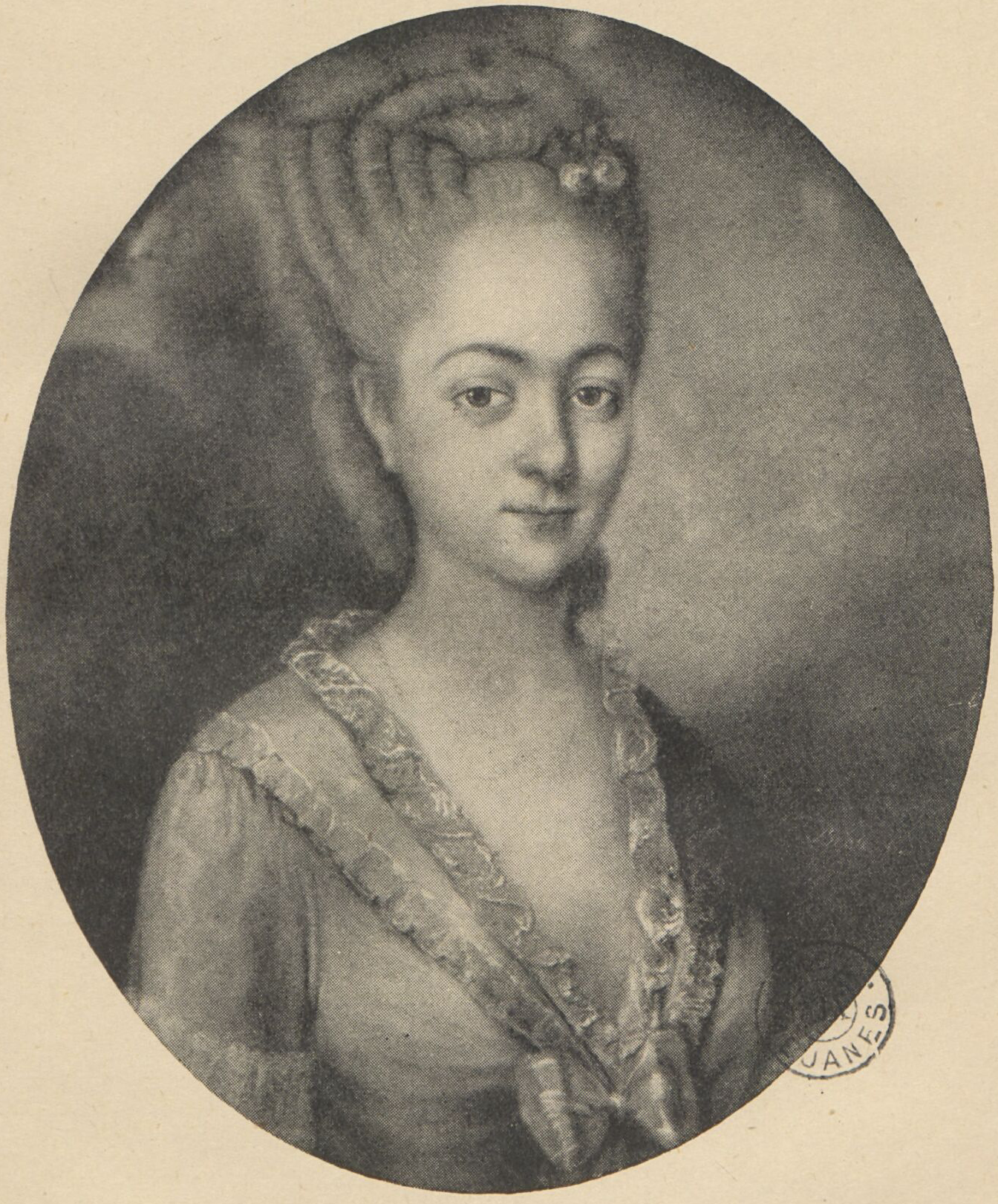
Marie-Blanche Alziari de Roquefort, genannt Saint-Val cadette

Blanche Alziari de Roquefort, bekannt als Mademoiselle Saint-Val cadette (* 2. September 1752 in Coursegoules; † 9. Februar 1836 in Draguignan), war eine französische Schauspielerin.
Wie ihre ältere Schwester Mademoiselle Saint-Val aînée zog es sie an die Bühne. Nach mehreren Engagements in der Provinz, zuerst in Rouen und dann in Lyon, debütierte sie 1772 an der Comédie-Française. Trotz ihres Könnens und ihrer Schönheit konnte sie nicht aus dem künstlerischen Schatten ihrer Kollegin Françoise Marie Antoinette Saucerotte heraustreten, was sie bewog, sich in ein Kloster zurückzuziehen. Doch schon 1776 kehrte sie, nachdem ihre Rivalin Paris verlassen hatte, an die Comédie zurück.
Als ihre Schwester 1779 aus der Comédie ausgeschlossen wurde, versuchte sie diese öffentlichkeitswirksam zu verteidigen, was aber misslang. Im Gegenteil nutzte eine andere Konkurrentin, Rose Vestris, die Gunst der Stunde und drängte nach den großen Rollen, was zur Folge hatte, dass Saint-Val bei der Besetzung oft übergangen wurde. Große Erfolge stellten sich aber bei den folgenden Tourneen ein, die sie unternahm. Ihre Karriere wurde anfänglich von der Französischen Revolution nicht beeinträchtigt und erst nach den Unruhen 1792 zog sie sich aus der Öffentlichkeit zurück und reiste in ihre Heimat, die Provence. Dort kaufte sie sich die Île Saint-Honorat. In dieser Zeit besuchte sie auch der in Grasse lebende Maler Jean-Honoré Fragonard, der einige Motive auf der Insel malte. Erst als sich die Zustände 1794 wieder beruhigten, nahm sie ein Engagement am Théâtre Montansier an, wo sie auch wieder auf ihre Schwester traf und die beiden publikumswirksam die Wiedervereinigung zelebrierten.
Über das weitere Leben Saint-Vals ist wenig bekannt. Sie unternahm eine Tournee nach Russland und zu ihrem Bühnenabschied fand 1817 im Salle Favart eine Benefizaufführung statt, in der sie trotz ihres fortgeschrittenen Alters nochmals brillieren konnte. Zu ihrem Lebensende zog sie sich nach Draguignan zurück, wo sie mit ihrem Ehemann, oder auch Liebhaber, bis zu ihrem Tod lebte.
Ihren Lebensabend konnte Saint-Val in Wohlstand verbringen. Neben einer Pension über 800 Livre aus der Schatulle des Königs hatte sie Pachteinnahmen von 1200 Livre für den landwirtschaftlichen Betrieb auf der Insel sowie eine Pension über 600 Livre von der Comédie. Zum Vergleich: ein Drucker etwa bei der Produktion der Encyclopédie verdiente 2 Livre pro Tag, ein Vorarbeiter deren 3.